# Stubby (cráter)
Stubby es un pequeño cráter lunar situado en las Tierras Altas de Descartes, visitado por los astronautas del Apolo 16. El nombre del cráter fue adoptado formalmente por la Unión Astronómica Internacional en 1973.
|  |

El módulo lunar Orion del Apolo 16 aterrizó entre los cráteres North Ray y South Ray el 21 de abril de 1972. Los astronautas John Young y Charles M. Duke exploraron el área entre los cráteres en el transcurso de tres EVAs utilizando un Lunar Roving Vehicle o rover. Se acercaron a Stubby en la EVA 2, al dirigirse hacia la Estación 4 (ubicada en el cráter Cinco), a unos 3,9 km al sur del lugar de aterrizaje.
El cráter Stubby tiene una forma ovalada. Su eje más largo, orientado hacia el noroeste, mide 930 m. Posee una serie de pequeños impactos situados sobre su superficie interior. Se inserta sobre la Formación Cayley, del Período Ímbrico.

## Denominación

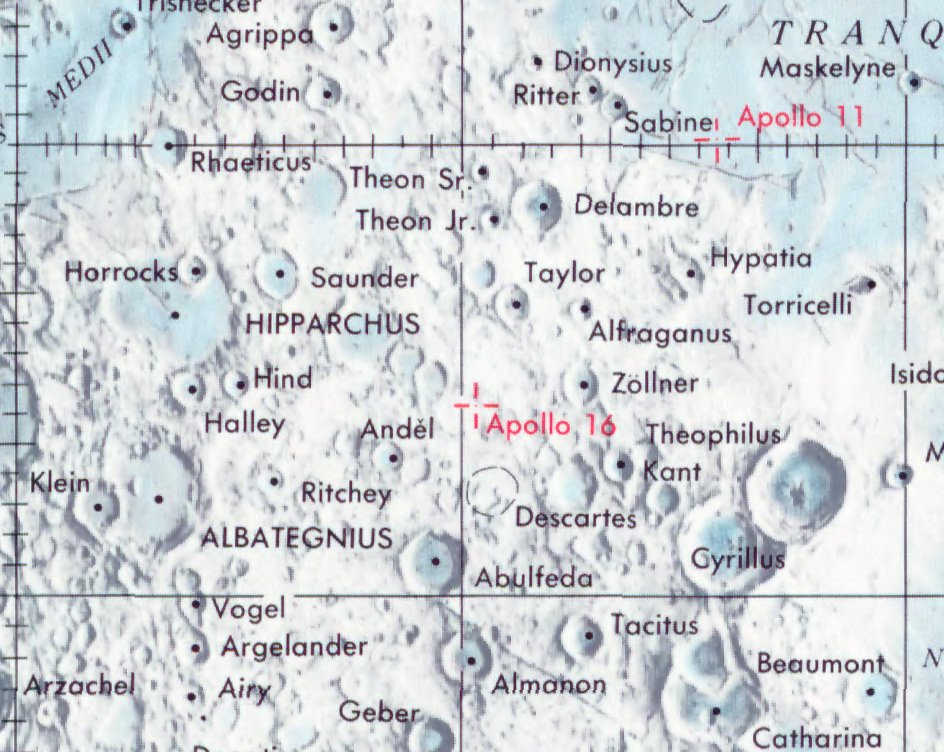
Localización del punto de aterrizaje del Apolo 16

El nombre de Stubby (Achaparrado en inglés) hace alusión a su forma alargada. Tiene su origen en las denominaciones topográficas utilizadas en la hoja a escala 1/50.000 del Lunar Topophotomap con la referencia "78D2S1 Apollo 16 Landing Area".